# Tramwaje w Cincinnati
Tramwaje w Cincinnati – system komunikacji tramwajowej działający w Cincinnati w latach 1859–1951 i ponownie od 9 września 2016. Ze względu na pagórkowaty teren, zastosowano tu jedno z pierwszych połączeń kolei linowo-terenowych do transportu tramwaju konnego. W 1898 wprowadzono tramwaje elektryczne. Likwidacja pierwszej sieci nastąpiła w 1951, w tle wielkiego amerykańskiego skandalu tramwajowego. 

## Historia

### Pierwsza sieć

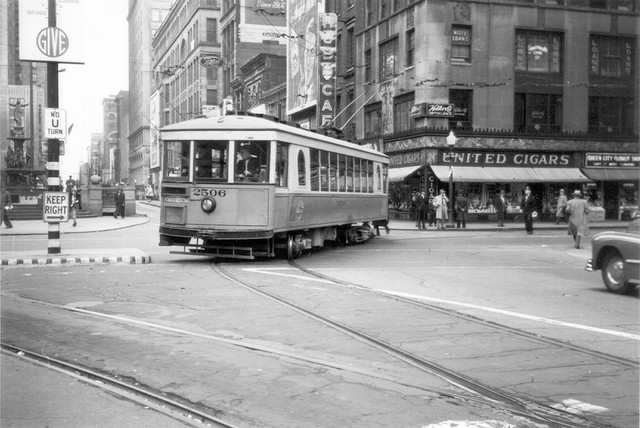
Tramwaj w centrum Cincinnati, około 1940

14 września 1859 uruchomiono w Cincinnati tramwaj konny. Ze względu na pagórkowate położenie terenu, zastosowano instalację kolei linowo-terenowych do transportu tramwaju konnego, gdyż strome wzgórza były zbyt męczące dla koni. W 1872 uruchomiono pięć kolei linowych, które ciągnęły specjalne platformy, na które wjeżdżał tramwaj konny – jedna platforma transportowała wagon na wzniesienie, w tym samym czasie drugi wagon zjeżdżał w dół. System kolei linowo-terenowej funkcjonował do 1948. Przed likwidacją sieci, tramwaje po raz ostatni wyjechały w trasę 29 kwietnia 1951.

### Druga sieć
Pomysł przywrócenia systemu komunikacji tramwajowej w śródmieściu Cincinnati, był dyskutowany od kilkunastu lat. W 2006 wysunięto pomysł budowy sieci tramwajowej, kursującej od rzeki Ohio w centrum miasta do zoo i ogrodu botanicznego w Cincinnati. System komunikacji tramwajowej pod nazwą Cincinnati Bell Connector, uruchomiono ponownie dla pasażerów 9 września 2016. Obecnie tramwaje kursują w centrum miasta po pętli o długości 5,8 km (3,6 mil).